# 邁斯歐德布傑里歐
36°25′28″N 6°28′21″E / 36.42444°N 6.47250°E
邁斯歐德布傑里歐（阿拉伯语：بلدية مسعود بوجريو），是阿爾及利亞的城鎮，位於該國東北部君士坦丁省，由伊本茲亞德區負責管轄，面積107平方公里，海拔高度598米，2008年人口9,050人，人口密度每平方公里85人。